# مارك نون
مارك نون (بالإنجليزية: Mark Noon)‏ هو مدرب كرة قدم ولاعب كرة قدم بريطاني في مركز الدفاع، ولد في 23 سبتمبر 1983 في ليمينغتون سبا في المملكة المتحدة. لعب مع كوفنتري سيتي ونادي تاموورث.

## وصلات خارجية
- مارك نون على موقع قاعدة بيانات كرة القدم.إي يو (الإنجليزية)
- مارك نون على موقع Soccerbase.com (لاعب) (الإنجليزية)